# Lander (Nevada)
Lander é uma cidade fantasma no condado de Lander, estado do Nevada, nos Estados Unidos.

## História
O lugar era calmo até 1880, ano em que foram achadas várias minas nas redondezas e foi erguido um campo mineiro em Lander. Em 1883 viviam 100 pessoas em Lander. Vários engenhos mineiros foram erguidos naquele ano e estiveram abertos até 1885, quando foram encerrados. A extração mineira foi escasseando e terminou em 1890. Só alguns esforços temporários foram feitos para revitalizar a vila que iam perdido vigor, embora tivesse aberto uma escola em 1889 que esteve a funcionar até 1898 para servir além do campo mineiro de Lander os de  Utah Mine  e Mud Springs.No verão de 1906 várias minas foram reabertas e estavam trabalhando. Em 1907, Lander atingiu o seu pico com 75 habitantes. Contudo, os bons tempos terminaram, quando as minas encerraram e Lander tornou-se em mais uma cidade fantasma do Velho Oeste e foi completamente abandonada em 1921. Na atualidade, restam no local, apenas ruínas de pedra.